# Clubiona neglecta
Clubiona neglecta este o specie de păianjeni din genul Clubiona, familia Clubionidae, descrisă de O. P.-cambridge în anul 1862. Conform Catalogue of Life specia Clubiona neglecta nu are subspecii cunoscute.